# Dan Sahlin
Dan Sahlin (Falun, 18 aprile 1967) è un ex calciatore svedese, di ruolo attaccante.

## Palmarès

### Club

#### Competizioni nazionali
- Campionato danese: 1

Aalborg BK: 1998-1999

### Individuale
- Capocannoniere del campionato svedese: 1

1997 (14 reti)